# .hack Conglomerate
.hack Conglomerate (eller .hack//G.U.) er et multimedie projekt lavet som en efterfølger til Project .hack.
Den er del af .hack franchisen, og består af en serie af tre PlayStation 2 spil kaldet .hack//G.U., en anime serie kaldet .hack//Roots, bøger, og manga. Dens historie starter i året 2017, syv år efter begivenhederne i Project .hack. I de forgangne syv år er ikke blot Altimit OS blevet erstattet af Altimit Mine OS, men The World er også blevet til The World R:2. Spillet er i store træk er blevet overtaget af player killers og lovløse.

## Hovedhandling
Serier som er del af den officielle hovedhistorie (canon) af projektet.
- .hack//Roots, en anime serie som følger Haseo deltagelse med guilden Twilight Brigade. Den viser også hvordan han bliver stærkere, og hvordan han bliver kendt som "The Terror of Death". I slutningen af serien ser man starten af .hack.//G.U.
- .hack//G.U., en serie af tre PlayStation 2 spil som fokusere på Haseo's jagt på Tri-Edge, hans eventuelle involvering i Project G.U., og den mystiske AIDA som plager The World R:2.
  - Vol. 1 Rebirth
  - Vol. 2 Reminisce
  - Vol. 3 Redemption
- .hack//CELL, en novelle der involvere en kvindelig Edge Punisher kaldet Midori, som bliver kontaktet af Haseo angående informationer om Tri-Edge.
- .hack//GnU, en humoristisk manga serie om en mandelig Blade Brandier kaldet Reid, og den syvende division af guilden Moon Tree.
- .hack//Alcor, en manga serie der fokusere på en pige kaldet Nanase, som ser ud til at være temmelig tiltrukket af Silabus, samt Alkaid i hendes dage som herskerinde af Demon Palace.
- Online Jack, et sæt af anime klip i nyheds sektionen af .hack//G.U. spillenes falske Internet. De fortæller historien om det mystiske "Doll Syndrome" set fra den "virkelige verden".

## Andre Handlinger
Alternative historier (non-canon) af projektet.
- .hack//G.U.+, en manga-udgave af de tre .hack//G.U. spil.
- .hack//4koma, en mange serie som tilføjer en smule humor til både .hack og .hack//G.U. franchiserne.